# Martín Berraondo
Martín Leandro de Berraondo Irigoyen (Hernani, Guipúzcoa, España, Año 1825 - Buenos Aires, Argentina, 22 de noviembre de 1887) fue un importante hacendado de la provincia de Buenos Aires, director del Banco de la Provincia de Buenos Aires y del Ferrocarril del Oeste en 1883, miembro fundador de la Sociedad Española de Beneficencia y Hospital Español, Banco Español del Río de la Plata y Club Español.

## Primeros años
Martín Berraondo había nacido en la provincia de Guipúzcoa en 1825. Llegó a Buenos Aires junto con su hermano Ramón a los 13 años, dedicándose en un principio al comercio e importación de tejidos, fundando la firma Berraondo Villamil & Co. 

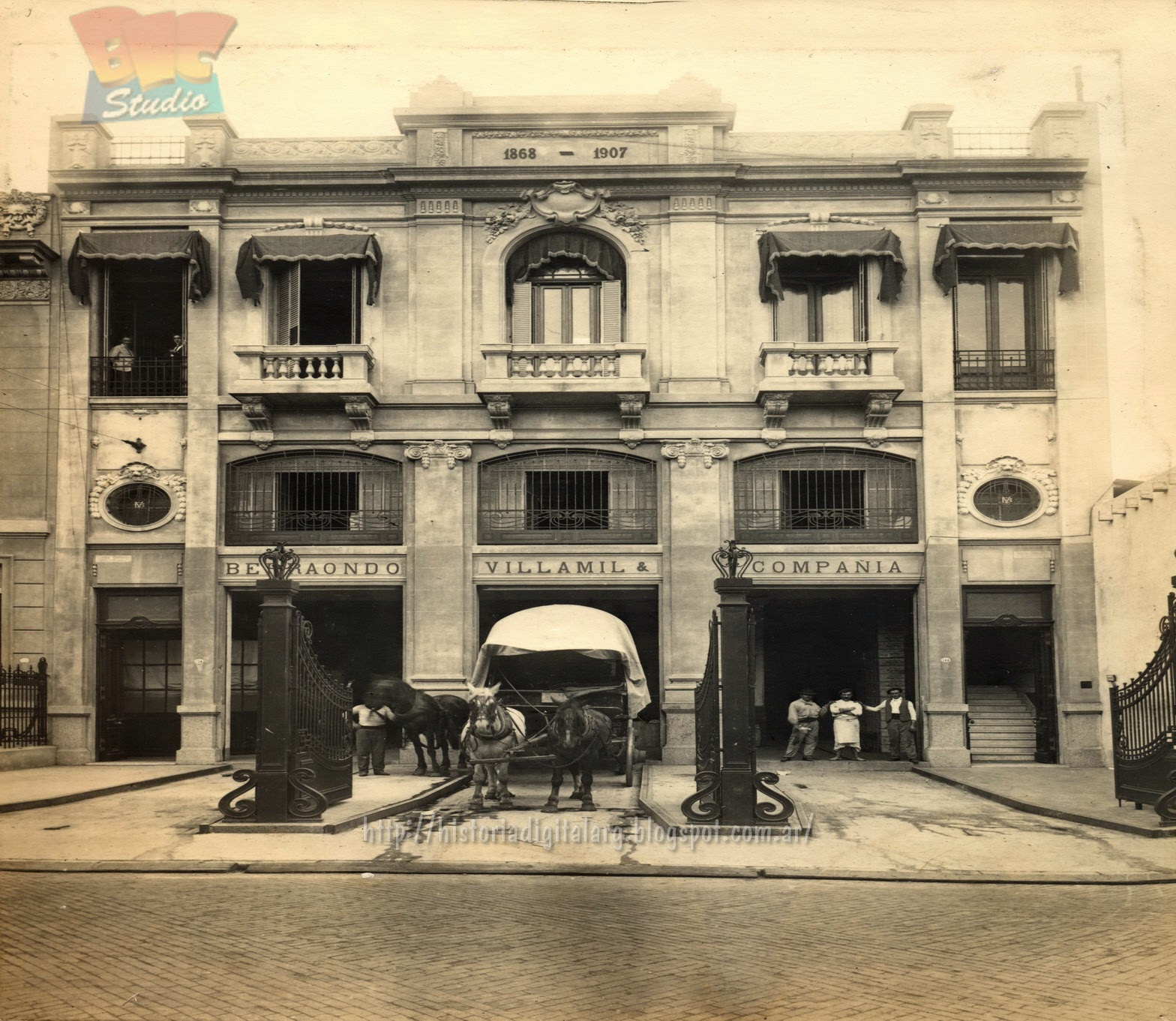
Casa de Comercio Berraondo Villamil & Co

Se casó en Buenos Aires en febrero de 1865 con Juana Berraondo Bernet (1845 - 27 de agosto de 1906), con quien tuvo nueve hijos.

## Reseña biográfica
Martín Berraondo Irigoyen fue uno de los fundadores de la Sociedad Española de Beneficencia y del Hospital Español (1852), figurando también en la creación del Club Español (1852), del que fue presidente en 1878, 1879 y 1882, y del Banco Español del Río de la Plata (1887).
En 1875 Martín Berraondo propuso un ensanche sobre la ciudad de Buenos Aires para engendrar nueva tierra urbana ganándola al río. El proyecto estipulaba ganar 5 x 18 manzanas sobre el río, desde la calle Belgrano hasta la Usina de Gas. Este tipo de ideas y proyectos fueron dejados de lado por las paulatinas concesiones del Gobierno para construir muelles y depósitos en el bajo Catalinas, es en esta época cuando se autoriza al comerciante Eduardo Madero a la construcción de la dársena al este de la Casa Rosada que luego daría lugar al puerto Madero.
Como parte de la necesidad de trasladar las fronteras interiores cada vez con mayor profundidad en el territorio salvaje y deshabitado, el 26 de octubre de 1877 el gobernador Carlos Casares promulga la Ley que crea el partido de Bolívar y su ciudad cabecera San Carlos de Bolívar, y designa como comisión fundadora a los señores Martín Berraondo, Miguel Villaraza y Marcelino Davel, asociados al Juez de Paz de 25 de mayo don Victorino Abrego, a quienes se comisiona hacer cuanto fuere necesario para dar entero cumplimiento a la citada Ley.
Participó en la campaña al Desierto y tuvo una gran amistad con Adolfo Alsina y con Julio A. Roca. Falleció en 1887, en Buenos Aires, Argentina.

## Homenajes póstumos
En homenaje, dos estaciones de tren llevan su nombre (la estación Martín Berraondo y Berraondo), una en el partido de 25 de mayo y otra en el partido de Torquinst, provincia de Buenos Aires.
En 1913, se instala en una fracción de campo de la familia Berraondo la escuela primaria n.º 24 «Martín Berraondo», que en ese entonces la zona tenía gran cantidad de población, producto de la instalación de tambos de la firma «La Martona», siendo todos los hijos de los tamberos y chacareros alumnos de dicha escuela. El 17 de noviembre de 2013, declaró de “Interés Legislativo Municipal”. Los actos conmemorativos del 100º Aniversario de la Escuela Primaria N.º 24 de Martín Berraondo.